# Европа (гостиница, Минск)
«Европа»  — пятизвёздочная гостиница в Минске, восстановленная в 2007 году. Является членом международной сети Warwick International Hotels.

## История

### XIX век
Двухэтажная гостиница была возведена в начале XIX века на пересечении Кафедральной площади и Губернаторской улицы на средства Вениамина Поляка, выходца из самой богатой минской купеческой династии, семейства Поляков, и принадлежала ему. В середине XIX века к северо-восточной части гостиницы был пристроен трёхэтажный корпус. После пожара 1884 года гостиница была реконструирована и стала полностью трёхэтажной. Тогда же гостиница получила название «Европа».

### XX век

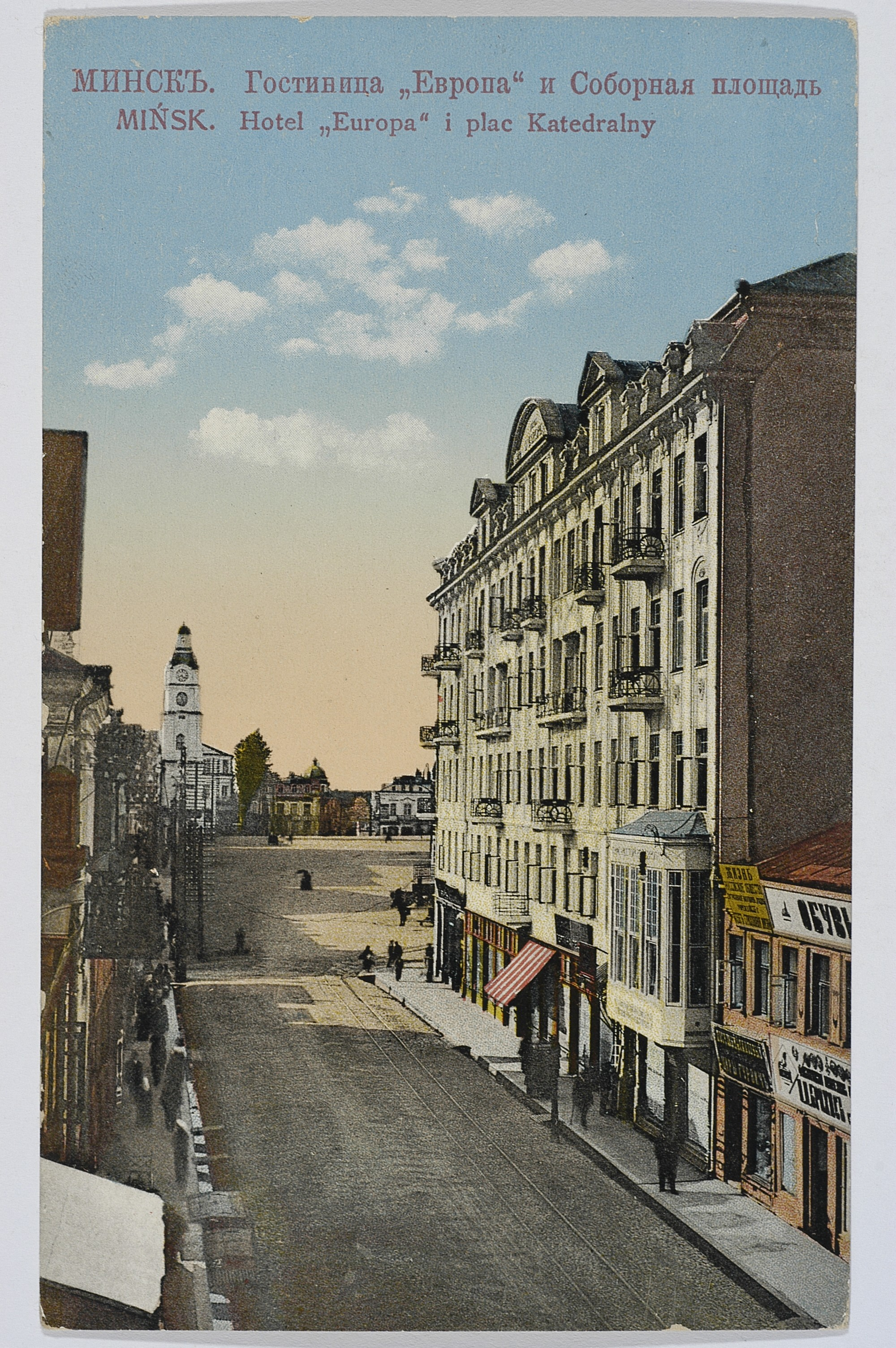
Гостиница «Европа» и начало улицы Францисканской. 1910 год

В 1906—1909 годах «Европа» была перестроена в стиле модерн. После перестройки гостиница была шестиэтажным зданием, с выделенными центральными частями на боковых фасадах и тремя спаренными окнами в центральной оси второго, третьего и четвёртого этажей. На третьем этаже находилась полуциркульная арка-балкон, сверху украшенная лепниной. Также балконы размещались на втором-четвёртом этажах. Здание было разделено вертикальными пилястрами, которые отделяли каждое окно в отдельный вертикальный ряд. Пространство между окнами верхних этажей было отделано скульптурными элементами — женскими образами, лепными растительными мотивами. На втором этаже окна были с замковыми камнями. Здание имело сложный фигурный карниз. Особенно выглядел шестой этаж, построенный с отступом от карниза и обильно отделанный декоративными лепными элементами под аттику. На каждом фасаде шестой этаж украшался по центру полуциркульным фризом. В конце одного бокового и большого фасадов на втором этаже имелся эркер. «Европа» была самым крупным гражданским сооружением в Минске.. Владели гостиницей в то время братья Григорий и Яков Поляки.
В 1913 году в гостинице работали первоклассный ресторан А. Г. Саулевича, женская и мужская парикмахерская, читательский зал. В каждом из 130 номеров «Европы» были телефон, рукомойник, электроосвещение, водяное отопление, ванна. Работал лифт. К подъездам высылался автомобиль или экипаж.
22 января 1918 года в «Европе» разместился созданный Минским Советом рабочих и солдатских депутатов отдел по борьбе с контрреволюцией и спекуляцией под председательством Карла Ивановича Ландера.
19 февраля 1918 года в ходе акции освобождения Минска белорусскими и польскими войсками от большевиков была совершена попытка арестовать в здании гостиницы советского комиссара Карла Ландера, а также чиновников минского штаба ЧК и Красной армии. Большевики были вынуждены бежать через задний вход и быстро уехать из города. Захват гостиницы стал одним из главных достижений белорусов в белорусско-польской антибольшевистской кампании.
После революции здание было национализировано. В нём разместились столовая и интернат. В 1925 году в здании открылась «Центральная гостиница Минского коммунального хозяйства». В 1939 году здесь размещалось минское отделение Интуриста.

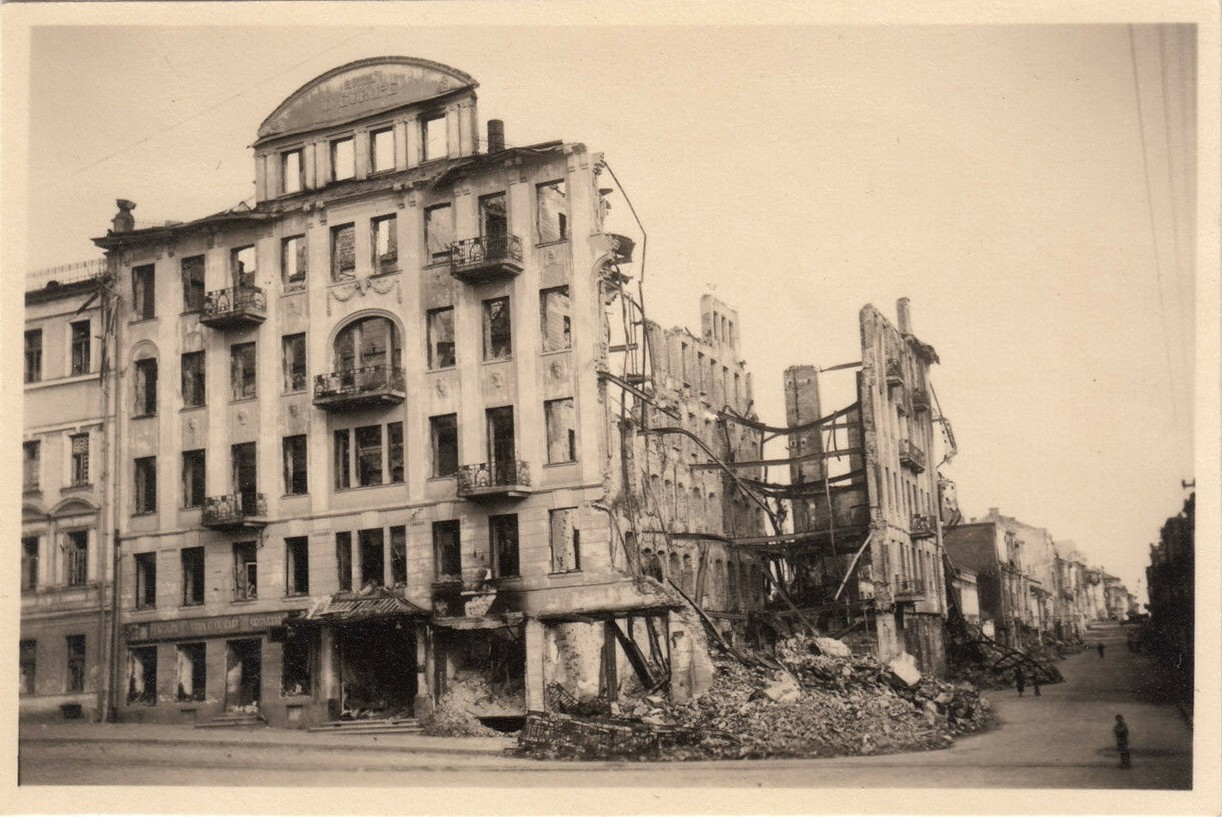
Гостиница «Европа» после Второй мировой

Гостиница "Европа" была уничтожена немецко-фашистскими захватчиками в годы Великой Отечественной войны. Чрезвычайная комиссия по учёту ущерба, причиненного фашистами. В графах "уничтожено" и "осталось" о гостинице записала: "Целиком все уничтожено. Ничего не осталось".

### XXI век
15 апреля 2004 года было принято решение о восстановлении гостиницы «Европа». На строительство пятизвёздочного отеля отводилось два года. Первых постояльцев гостиница приняла в 2007 году. В настоящее время в ней имеется 67 номеров различных категорий, ресторан, бар, оздоровительный комплекс с бассейном, сауной и фитнес-центром, два конференц-зала вместительностью на 25 и 70 человек, подземный паркинг.